# Spruchkarte

Goethe-Spruch. Postkarte 1911

Als Spruchkarten werden Postkarten mit Sprüchen bezeichnet.
Bei den kurzen, eingängigen Texten handelt es sich meist um einen Sinnspruch, ein geflügeltes Wort oder ein Zitat. Sie entstammen der Bibel, den Kirchenvätern und anderen geistlichen Autoritäten, Dichtern und Denkern sowie bekannten Persönlichkeiten.
Die Spruchkarten sind oft typografisch aufwändig gestaltet und weisen den Schriftkünstler namentlich aus. Mit dem Text können sich auch Bilder (z. B. Bildnis des Dichters oder Denkers; Landschaftsbild mit einer zum Spruch passenden Stimmung) verbinden. Spruchkarten dienen der Erbauung, dem moralischen Zuspruch wie auch der religiösen oder ideologischen Propaganda.
Gegenwärtig haben humoristische und witzige Spruchkarten Konjunktur.